# روبن كلارك (مغنية)
روبن كلارك (بالإنجليزية: Robin Clark)‏ هي مغنية أمريكية، ولدت في 1950.

## وصلات خارجية
- الموقع الرسمي
- روبن كلارك (مغنية) على موقع ميوزك برينز (الإنجليزية)
- روبن كلارك (مغنية) على موقع أول ميوزيك (الإنجليزية)
- روبن كلارك (مغنية) على موقع ديسكوغز (الإنجليزية)